# Stances à Madame de Pompadour
Stances à Madame de Pompadour est une œuvre pour piano de Déodat de Séverac composée en 1907.

## Composition
Déodat de Séverac compose les Stances à Madame de Pompadour en 1907. La partition est publiée en 1909 dans un supplément de la revue Musica puis chez Rouart-Lerolle et Cie en 1921.

## Présentation
L'œuvre est en un seul mouvement, Lento e molto espressivo en la majeur, à 
. 

## Postérité
François-René Tranchefort préfère « passer sous silence les Stances à Madame de Pompadour, platement « imitées » de l'art claveciniste du XVIIIe siècle français et ne parvenant pas à ressusciter une langue disparue ».
Guy Sacre estime que « le Chausson des Quelques danses, le Debussy de la Suite bergamasque et le Ravel du Menuet antique ont préparé ce retour au goût Louis XV, ces thèmes trop jolis sans doute et trop enrubannés, ces harmonies trop framboisées » qui imprègnent les Stances à Madame de Pompadour : « ce n'est pas sans une pointe d'ironie, qui transparaît dans les cadences, dans les ornements innombrables, et jusqu'en tel passage minore, honteusement sentimental, où d'aucuns donneront tête baissée, mais qu'il faut jouer avec le sourire, en tâchant d'en faire le moins possible… »

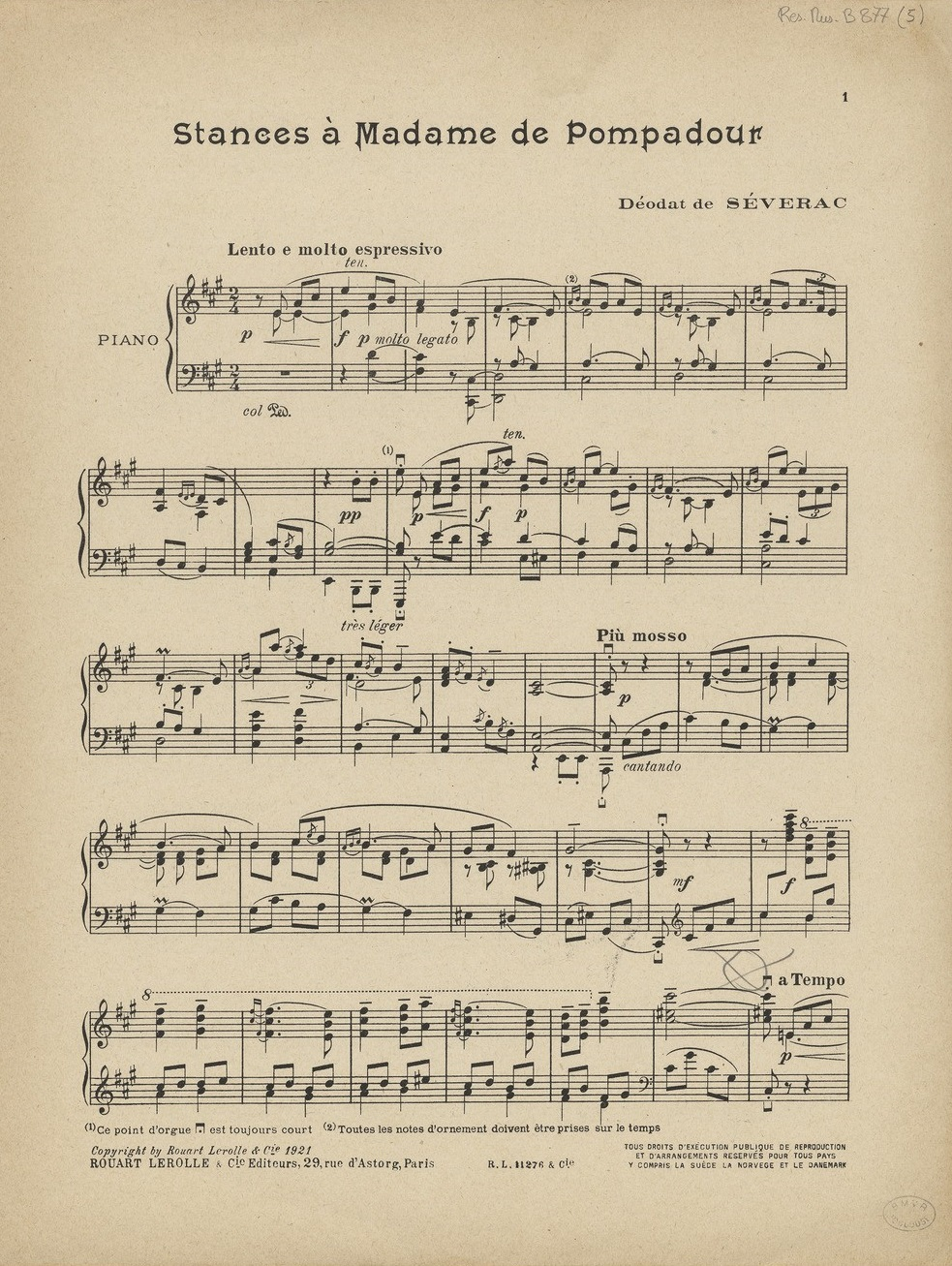
Première page de la partition.

Vladimir Jankélévitch note que les « Stances à Madame de Pompadour, tout en pastichant le « style ancien », évoquent plutôt les Sarabandes de Satie que les grâces vieillottes de Cimarosa ». Pour le philosophe et musicologue, le « frissonnement des mordants », dans la partition, « est comme une pudeur de la sonorité ». Jankélévitch considère en effet que, loin d'être de « vaines parures ni des fleurettes de rhétorique poussant des notes comme un luxe du discours ou par l'effet d'une surabondance de virtuosité », les ornements nombreux de l’œuvre ont une fonction impressionniste : « ces gruppetto sont en quelque sorte des clignotements à travers la brume : les petites notes scintillent et trouent le « fog » impressionniste comme des fanaux au bord d'un canal par temps de brouillard. [...] ces lueurs clignotent partout dans les Stances à Madame de Pompadour ».
Jankélévitch souligne aussi la recherche dans la partition de « la plénitude de la sonorité poétique, mais non la joliesse caressante », avec une « succession des neuvièmes de dominantes parallèles », constatant que « ses dissonances ne sont pas mièvrerie quintessenciée, sa grâce n'est pas d'élégance académique  ».
Pour le critique musical Adrian Corleonis, l’œuvre s'écoule « avec une simplicité sereine », empreinte d'une certaine nostalgie.

## Discographie
| Interprète             | Complément          | Label             | Référence        | Année |
| ---------------------- | ------------------- | ----------------- | ---------------- | ----- |
| Aldo Ciccolini         | Intégrale (3 CD)    | EMI Classics      | 7243 5 72372 2 2 | 1970  |
| Izumi Tateno           | Intégrale (2 CD)    | Finlandia Records | 8573-87181-2     | 2001  |
| Jordi Masó             | Intégrale (CD no 3) | Naxos             | 8.572429         | 2012  |
| François-Michel Rignol | Intégrale (3 CD)    | Solstice          | 306-8            | 2014  |

### Ouvrages généraux
- Vladimir Jankélévitch, La présence lointaine : Albeniz, Séverac, Mompou, Paris, Seuil, coll. « Points » (no 912), 2021 (1re éd. 1983) (ISBN 978-2-7578-9065-3).
- Guy Sacre, La musique pour piano : dictionnaire des compositeurs et des œuvres, vol. II (J-Z), Paris, Robert Laffont, coll. « Bouquins », 1998, 2998 p. (ISBN 978-2-221-08566-0), p. 2934-2950.
- François-René Tranchefort (dir.), Guide de la musique de piano et de clavecin, Paris, Fayard, coll. « Les Indispensables de la musique », 1987, 870 p. (ISBN 978-2-213-01639-9), p. 775-780.

### Monographies
- Jean-Bernard Cahours d'Aspry, Déodat de Séverac, musicien de lumière. Sa vie, son œuvre, ses amis (1872-1921), Atlantica-Séguier, coll. « Carré Musique », 2001, 145 p. (ISBN 978-2-84049-235-1).
- Pierre Guillot, Déodat de Sévérac : musicien français, Paris, L'Harmattan, 2010, 354 p. (ISBN 978-2-296-13156-9, présentation en ligne).